# 市木川 (愛知県)

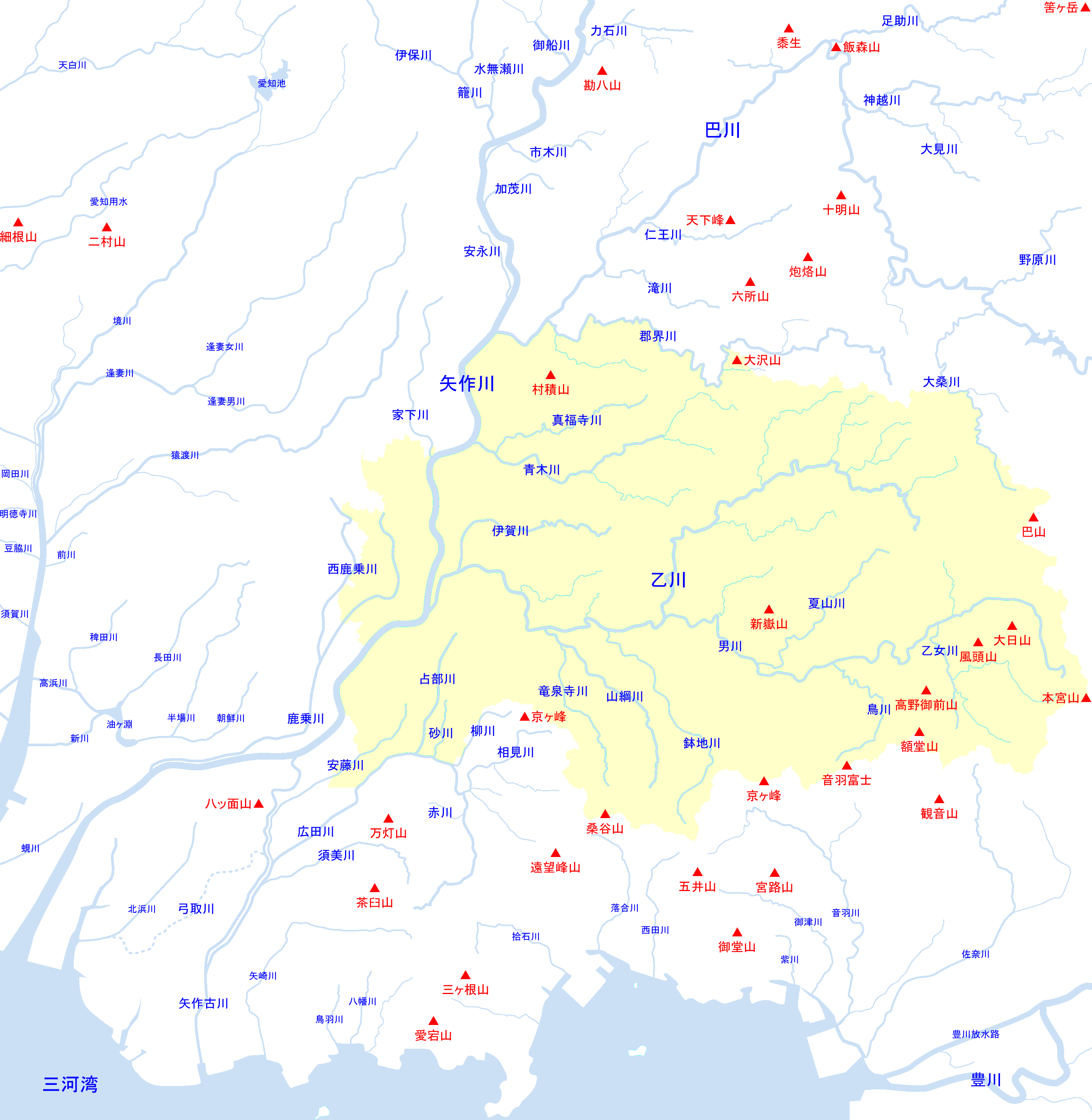
岡崎市周辺の地理

市木川（いちぎがわ）は、愛知県豊田市を流れ矢作川に合流する一級河川。矢作川水系の支流である。

## 概要
豊田市岩滝町の鞍ケ池を水源に、豊田市市街地を西流し、寺部町地先で矢作川に注ぐ。流長4.884キロメートル。
中流域では親水に配慮した整備、上流域では自然環境に配慮した整備が行われているが、概ねコンクリート護岸である。
矢作川本川からオイカワ、カマツカ、カワヨシノボリなどの魚類の移動が見られる。

## 歴史
川名の由来
この川の河口の旧村名である「西加茂郡市木村」を冠した川名。
いちぎ（市木）の地名由来伝
伝承では、イチイの大木があった所と伝える。